# Det politiske spektrum
Det politiske spektrum beskriver alle de forskellige politiske partier og strømninger i et samfund, normalt grupperet langs en venstre-højre-akse. I politologi tager man sommetider udgangspunkt i et todimensionelt rum, hvor der udover den traditionelle fordelingspolitiske venstre-højre-akse også er en supplerende inddeling langs en anden akse, der f.eks. kan være værdipolitisk. En sådan todimensionel opdeling kan også kaldes et politisk kompas, idet det ligesom et kompas kan angive fire retninger.

## Dimensioner i det politiske spektrum
Venstre-højre-skalaen opstod i forbindelse med den franske revolution, hvor partierne i Nationalforsamlingen placerede sig til venstre eller højre for formanden alt efter deres standpunkter. Det er en fordelingspolitisk skala, hvor de to sider forbindes med begreber som forandring overfor stabilitet, besiddelsesløse overfor besiddende, ikke-privilegerede overfor privilegerede, underklasse overfor overklasse samt socialistisk overfor borgerlig. De allerfleste vælgere er i stand til at placere både sig selv og de politiske partier på en venstre-højre-skala.
I den internationale politologiske forskning anerkender man ofte en anden politisk dimension, der især omhandler holdninger til globalisering, tydeligt udtrykt i spørgsmål om flygtninge og indvandrere samt holdninger til samarbejdet i EU. Sommetider omtales denne akse som et spænd mellem en såkaldt GAL (Grøn/Alternativ/Libertær) og en TAN (Traditionel/Autoritær/Nationalistisk) position. Til tider anvendes begreberne "gammelpolitik" og "nypolitik" om henholdsvis holdningerne til økonomisk politik og til flygtninge-/indvandrerspørgsmål mv. I danske vælgerundersøgelser har man identificeret personers stilling på den gammelpolitiske akse ud fra deres holdning til sociale reformer, indkomstudligning, statsregulering af erhvervslivet og progressiv beskatning, mens "ny politik" måles som holdningen til indvandring, udviklingsbistand, retspolitik (voldskriminalitet) og miljøpolitik.

## Det danske politiske spektrum
I en undersøgelse foretaget af Altinget i 2016 blev de danske politiske partier placeret langs såvel en fordelingspolitisk som en værdipolitisk akse, baseret på holdningerne hos partiernes vælgere. På den fordelingspolitiske akse var partierne fra venstre mod højre Enhedslisten, Socialistisk Folkeparti, Alternativet, Socialdemokratiet, Radikale Venstre, Dansk Folkeparti, Venstre, Det Konservative Folkeparti og Liberal Alliance. På den værdipolitiske akse var partiernes vælgere ifølge undersøgelsen placeret fra venstre mod højre i denne rækkefølge: Alternativet, Radikale Venstre, Enhedslisten, Socialistisk Folkeparti, Socialdemokratiet, Det Konservative Folkeparti, Liberal Alliance, Venstre og Dansk Folkeparti.

## Det færøske politiske spektrum
På Færøerne har partierne stabilt i mange årtier været grupperet omkring et todimensionelt system: Udover den universelle venstre-højre-dimension er der en nationalt orienteret løsrivelse-union-dimension. De fire store partier Tjóðveldi/Republikanerne, Fólkaflokkurin/Folkeflokken, Javnaðarflokkurin/Socialdemokratiet og Sambandsflokkurin/Sambandspartiet repræsenterer således hver deres position i det todimensionale koordinatsystem.